# Ernst Klenk (Biochemiker)
Ernst Klenk (* 14. Oktober 1896 in Pfalzgrafenweiler; † 29. Dezember 1971 in Köln) war ein deutscher Biochemiker.

## Leben
Klenks Eltern betrieben in Pfalzgrafenweiler eine Gastwirtschaft mit eigener Brauerei. Klenk wollte aber den elterlichen Betrieb nicht übernehmen und besuchte die Realschule in Schwenningen und anschließend die Oberrealschule  in Tübingen. Nach einer Zeit als Soldat 1914 bis 1919 im Ersten Weltkrieg studierte er Chemie an der Universität Tübingen. Dort wurde er 1923 im Institut für Physiologische Chemie unter Anleitung von Percy Brigl (1885–1945) zum Dr. rer. nat. promoviert; das Thema der Arbeit war das Verhalten von Dipeptiden und Elastin zu Phthalsäureanhydrid. Im Anschluss erhielt er die Stelle als zweiter Assistent bei Hans Thierfelder. Nach der Habilitation wurde er dort 1926 Privatdozent und 1930 außerplanmäßiger Professor am Institut für Physiologische Chemie, das nach dem Tod von Thierfelder von Franz Knoop geleitet wurde.
Klenk trat 1933 der NSDAP bei, 1934 auch der SA.
Er lehnte einen Ruf nach Marburg als Nachfolger von Friedrich Kutscher (1866–1942) ab und wurde 1936 Professor an der Universität Köln und leitete dort 1937 bis 1967 das Institut für Physiologische Chemie der Medizinischen Fakultät, das er aufbaute. Nach dem Zweiten Weltkrieg baute er das zerstörte Institut, das 1944 nach Marburg evakuiert war, neu auf. 1947 bis 1948 war er Dekan der Medizinischen Fakultät. 1961/62 war er Rektor der Universität Köln, wobei er in dieser Zeit auch an der Gründung der Universität Bochum mitwirkte.
Er war von 1956 bis 1959 Vizepräsident und von 1959 bis 1962 Präsident der Gesellschaft für Biologische Chemie.
Klenk war ein Pionier in der Erforschung der Biolipide, deren Stoffwechsel und damit zusammenhängende Erkrankungen. Er entdeckte verschiedene Lipide im Nervensystem wie die Ganglioside (denen er den Namen gab) und verschiedene Cerebroside und er fand die Ursache der Niemann-Pick-Krankheit (anomale Anhäufung von Sphingomyelin) und fand den bei Morbus Gaucher angehäuften Cerebrosid. Er entdeckte, dass Glykoproteine Zellrezeptoren für bestimmte Viren waren (Myxoviren).
Er war Mitherausgeber von Hoppe-Seylers Zeitschrift für Physiologische Chemie.
1972 erhielt er postum die Otto-Warburg-Medaille, 1964 den ersten Heinrich-Wieland-Preis, 1966 den Stouffer-Preis, er erhielt den Lipidpreis der American Oil Chemists Society und 1962 die Norman-Medaille der Gesellschaft für Fettforschung. Er war Ehrenmitglied der American Society of Biological Chemistry und der Gesellschaft für Physiologische Chemie, Mitglied der Leopoldina sowie Ehrenmitglied der Ungarischen Gesellschaft für Neurologie. Klenk erhielt die Universitätsplakette der Universität Köln und den Ehrendoktor der Medizinischen Fakultät der Universität Köln.
Er war seit 1937 mit Grete Aldinger verheiratet (die in Tübingen bei ihm studiert hatte) und hatte drei Söhne, Hans-Dieter Klenk, Fritz Klenk und Wolfgang Klenk.

## Schriften
- mit Hans Thierfelder: Die Chemie der Cerebroside und Phosphatide. Springer, Berlin 1930.